# Tomáš Suchánek
Tomáš Suchánek je český letec, rogalista a světový rekordman, mistr světa (rogalo i kluzák), Evropy a České republiky v bezmotorovém létání. Létal mimo jiné na letadlech Rolladen-Schneider LS8, Schempp-Hirth Standard Cirrus, Ventus 3T, ASG-29E (18 m 600 kg) a bezmotorovém rogalu Quasar Flavio na jehož vývoji se podílel; za kluby AK Jičín a GAC Benešov.